# Lepidasthenia virens
Lepidasthenia virens är en ringmaskart som först beskrevs av Blanchard in Gay 1849.  Lepidasthenia virens ingår i släktet Lepidasthenia och familjen Polynoidae. Inga underarter finns listade i Catalogue of Life.